# Precis ionia
Precis ionia är en fjärilsart som beskrevs av Eduard Friedrich Eversmann 1851. Precis ionia ingår i släktet Precis och familjen praktfjärilar. Inga underarter finns listade i Catalogue of Life.